# Nerf alvéolaire inférieur

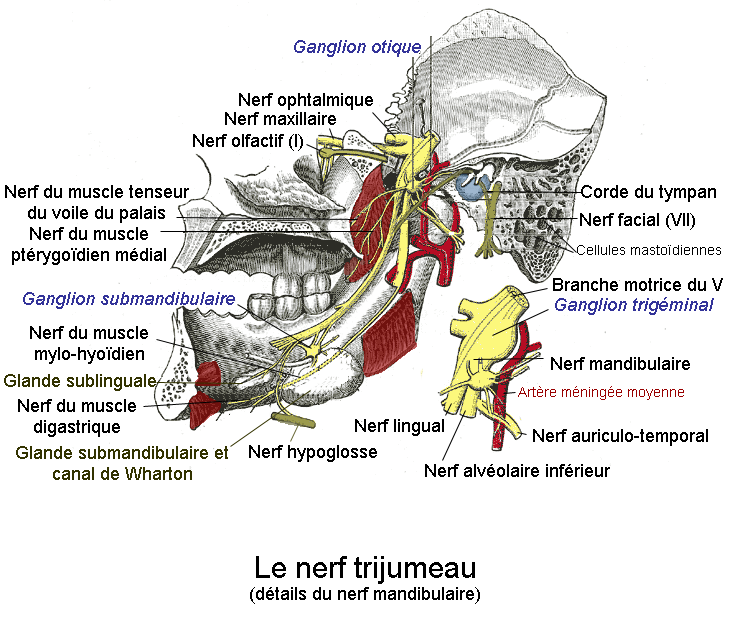
Nerf mandibulaire (V3)

Le nerf alvéolaire inférieur (anciennement appelé nerf dentaire inférieur) est un nerf sensible issu du nerf mandibulaire (V3), lui-même issu du nerf trijumeau (V),.

## Anatomie

Coupe de dent
1. Dent 2. Émail 3. Dentine 4. Pulpe dentaire 5. Pulpe camérale
6. Pulpe radiculaire 7. Cement 8. Couronne 9. Cuspide 10. Sillon 11. Collet 12. Racine 13. Furcation 14. Apex radiculaire
15. Foramen apical 16. Sulcus 17. Parodonte 18. Gencive:
19. Gencive libre 20. Gencive marginale 21. Gencive attachée
22. Ligament parodontal 23. Os alvéolaire 24. Nerfs et Vaisseaux : 25. dentaire 26. parodontaux 27. nerf alvéolaire

### Origine
Le nerf alvéolaire inférieur naît en profondeur du muscle ptérygoïdien latéral depuis la partie postérieure du nerf mandibulaire.

### Trajet
Il descend depuis son origine en longeant latéralement le muscle ptérygoïdien médial, passe entre la branche montante de la mandibule et le ligament sphéno-mandibulaire avant de pénétrer dans le canal mandibulaire via le foramen mandibulaire.

### Terminaison
Le nerf alvéolaire inférieur s'anastomose avec le nerf lingual et avec le nerf hypoglosse.

## Ramifications
Il est à l'origine juste avant de pénétrer le canal mandibulaire, du nerf mylo-hyoïdien qui innervera le muscle mylo-hyoïdien, et le ventre antérieur du muscle digastrique ,,. Après cette branche, devenu purement sensitif, il entre dans le canal mandibulaire.
Il participe au plexus dentaire inférieur, avec des terminaisons pour les molaires et prémolaires inférieures. Il est également à l'origine d'un rameau dit nerf incisif innervant une canine et deux dents incisives, des terminaisons gingivales,.
Enfin il donne le nerf mentonnier émergeant de la mandibule par le foramen mental et se distribue par de nombreux rameaux à la lèvre inférieure et au menton.

## Anesthésie
Il existe plusieurs techniques pour anesthésier le nerf alvéolaire inférieur.